# Groupe D de la Copa América 2024
Navigation
- A
- B
- C
- D

- Quarts
- Demies
- Finale

Le groupe D de la Copa América 2024, qui se dispute aus États-Unis du 24 juin au 2 juillet 2024, comprend quatre équipes dont les deux premières se qualifient pour les quarts de finale de la compétition.
Le tirage au sort a lieu le 7 décembre 2023 au Knight Center Complex de Miami.

## Classement
| Rang | Équipe     | Pts | J | G | N | P | Bp | Bc | Diff |
| ---- | ---------- | --- | - | - | - | - | -- | -- | ---- |
| 1    | Colombie   | 3   | 1 | 1 | 0 | 0 | 2  | 1  | +1   |
| 2    | Brésil     | 1   | 1 | 0 | 1 | 0 | 0  | 0  | 0    |
| 3    | Costa Rica | 1   | 1 | 0 | 1 | 0 | 0  | 0  | 0    |
| 4    | Paraguay   | 0   | 1 | 0 | 0 | 1 | 1  | 2  | -1   |

### Brésil - Costa Rica
| Match 7                    | Brésil      | 0 - 0   | Costa Rica             | SoFi Stadium, Inglewood                      |                                              |
| 24 juin 2024 18h00 (UTC-7) |             | (0 - 0) |                        | Spectateurs : 67 158 Arbitrage : César Ramos | Spectateurs : 67 158 Arbitrage : César Ramos |
| 24 juin 2024 18h00 (UTC-7) | Militão 80e | Rapport | Calvo 54e · Ugalde 58e | Spectateurs : 67 158 Arbitrage : César Ramos | Spectateurs : 67 158 Arbitrage : César Ramos |

### Colombie - Paraguay
| Match 8                    | Colombie              | 2 - 1   | Paraguay                                  | NRG Stadium, Houston                           |                                                |
| 24 juin 2024 17h00 (UTC-5) | Muñoz 32e · Lerma 42e | (2 - 0) | Enciso 69e                                | Spectateurs : 67 059 Arbitrage : Darío Herrera | Spectateurs : 67 059 Arbitrage : Darío Herrera |
| 24 juin 2024 17h00 (UTC-5) | Lerma 14e             | Rapport | Velázquez 54e · Cubas 78e · Garnero 90+4e | Spectateurs : 67 059 Arbitrage : Darío Herrera | Spectateurs : 67 059 Arbitrage : Darío Herrera |

### Paraguay - Brésil
| Match 15     | Paraguay   | - | Brésil | Allegiant Stadium, Paradise |             |
| 28 juin 2024 |            |   |        | Arbitrage :                 | Arbitrage : |
| 28 juin 2024 | [ Rapport] |   |        | Arbitrage :                 | Arbitrage : |

### Colombie - Costa Rica
| Match 16     | Colombie   | - | Costa Rica | State Farm Stadium, Glendale |             |
| 28 juin 2024 |            |   |            | Arbitrage :                  | Arbitrage : |
| 28 juin 2024 | [ Rapport] |   |            | Arbitrage :                  | Arbitrage : |

### Brésil - Colombie
| Match 23       | Brésil     | - | Colombie | Levi's Stadium, Santa Clara |             |
| 2 juillet 2024 |            |   |          | Arbitrage :                 | Arbitrage : |
| 2 juillet 2024 | [ Rapport] |   |          | Arbitrage :                 | Arbitrage : |

### Costa Rica - Paraguay
| Match 24       | Costa Rica | - | Paraguay | Q2 Stadium, Austin |             |
| 2 juillet 2024 |            |   |          | Arbitrage :        | Arbitrage : |
| 2 juillet 2024 | [ Rapport] |   |          | Arbitrage :        | Arbitrage : |

## Homme du match
| Match | Résultats  | Résultats | Résultats  | Homme du match   |
| ----- | ---------- | --------- | ---------- | ---------------- |
| 7     | Brésil     | 0 - 0     | Costa Rica | Patrick Sequeira |
| 8     | Colombie   | 2 - 1     | Paraguay   | James Rodríguez  |
| 15    | Paraguay   | -         | Brésil     |                  |
| 16    | Colombie   | -         | Costa Rica |                  |
| 23    | Brésil     | -         | Colombie   |                  |
| 24    | Costa Rica | -         | Paraguay   |                  |

## Statistiques

### Classement des buteurs
1 but  
- Daniel Muñoz
- Jefferson Lerma
- Julio Enciso

## Discipline
| Équipe     | Match 1 | Match 1                                    | Match 1      | Match 1                     | Match 2 | Match 2                                    | Match 2      | Match 2                     | Match 3 | Match 3                                    | Match 3      | Match 3                     | Points |
| Équipe     | Averti  | Carton jaune · Carton jaune · Carton rouge | Carton rouge | Carton jaune · Carton rouge | Averti  | Carton jaune · Carton jaune · Carton rouge | Carton rouge | Carton jaune · Carton rouge | Averti  | Carton jaune · Carton jaune · Carton rouge | Carton rouge | Carton jaune · Carton rouge | Points |
| ---------- | ------- | ------------------------------------------ | ------------ | --------------------------- | ------- | ------------------------------------------ | ------------ | --------------------------- | ------- | ------------------------------------------ | ------------ | --------------------------- | ------ |
| Colombie   | 1       |                                            |              |                             |         |                                            |              |                             |         |                                            |              |                             | -1     |
| Brésil     | 1       |                                            |              |                             |         |                                            |              |                             |         |                                            |              |                             | -1     |
| Costa Rica | 2       |                                            |              |                             |         |                                            |              |                             |         |                                            |              |                             | -2     |
| Paraguay   | 3       |                                            |              |                             |         |                                            |              |                             |         |                                            |              |                             | -3     |